# Metadiaptomus lobulifer
Metadiaptomus lobulifer is een eenoogkreeftjessoort uit de familie van de Diaptomidae. De wetenschappelijke naam van de soort is voor het eerst geldig gepubliceerd in 1927 door Rylov.